# Véréna Keller
Véréna Keller (* 1952 in Basel) ist eine Schweizer Sozialarbeiterin, Autorin von Sachliteratur und Dekanin der Haute Ecole de Travail Social et de la Santé (EESP) in Lausanne.

## Biografie
Keller stammt aus Basel, wohnte seit ihrem ersten Diplom an der Schule für Soziale Arbeit, Gwatt/Bern, 1975 in Genf und arbeitete dort zwanzig Jahre lang als Sozialarbeiterin. Sie studierte danach an der Universität und begann, im Bildungsbereich zu arbeiten und sich in der Forschung zu engagieren. Heute ist sie Professorin an der EESP und Vizepräsidentin der Vereinigung Avenir Social.

## Werk
Kellers Buch Manuel Critique de Travail Social von 2016 befasst sich kritisch mit der Organisation der Sozialarbeit, mit ihren Methoden und Zielen.
Zudem verfasste sie unter anderem:
- mit Jean-Pierre Tabin: La Charge héroïque. Missions, organisations et modes d’évaluation de la charge de travail dans l’aide sociale en Suisse romande. Mit Zeichnungen von Denis Pessin. 2002, ISBN 978-2-88284-033-2.
- Aider et contrôler. Les controverses du travail social. 2005, ISBN 978-2-88284-045-5.
- Travail social. In: Nouvelles questions féministes. Bd. 32, Nr. 2. 2013.
- Ein Kapitel in: Soziale Arbeit zwischen Widerstand und Innovation. Luzern 2014, ISBN 978-2-88224-097-2 (Inhalt).

## Weblink
- Literatur von und über Véréna Keller im SUDOC-Katalog (Verbund französischer Universitätsbibliotheken)